# Harry MacElhone
Harry MacElhone (født 16. juni 1890 i Dundee, Skotland, død 1958) var en bartender fra det tidlige 20. århundrede, som er mest kendt for sin tid på Harry's New York Bar i Paris, som han købte i 1923.
MacElhone Han begyndte at arbejde på Ciro's Club i London efter Første Verdenskrig og udgav Harry of Ciro's ABC for Mixing Cocktails i 1921. På Ciro begyndte han at arbejde på sin tidligste version af The White Lady, der indeholdt gin, Crème de menthe, Triple sec og citronsaft.
Han udgav også Barflies and Cocktails, og arbejdede senere på Plaza Hotel i New York. Han er krediteret for at opfinde mange cocktails herunder Bloody Mary, Sidecar, Monkey gland, Boulevardier og en tidlig form af French 75. Fra 2011 fortsatte hans efterkommere med at drive Harry's Bar.